# Sebastian Dorset
Sebastian Dorset (født 29. september 1970 i Aalborg) er en dansk standupkomiker, foredragsholder og skribent.

## Uddannelse og karriere
Dorset blev student fra Odense Katedralskole i 1990. Han debuterede som standupkomiker i 1995 på Britannia i København. Uddannet journalist fra Danmarks Journalisthøjskole i 1997.
I 1999 havde Sebastian Dorset mindre optrædener i tv-sketchprogrammet Casper & Mandrilaftalen. Han medvirkede 2003 i standup-tournéen Fem på flugt med Mikael Wulff, Omar Marzouk, Lasse Rimmer og Carsten Bang. Har flere gange deltaget i TV2 Zulu programmet Stand-up.dk. Han har medvirket i det årlige standupshow til fordel for Unicef, Talegaver til Børn i årrækken 2003-2008, hvor han var vært sammen med Anders Fjelsted i 2006.. Var fra 2003 til 2009 redaktør på DRs satireredaktion Tjenesten, der sendte på både P3 og DR2. Sebastian Dorset blev brugt som vært på 6'erens komiske talentshow Danmarks næste Comedy-stjerne. Han var fra 2003 til 2007 bagsideskribent på gratisavisen Urban, ligesom han har skrevet klummer for Avisen Danmark og Avisen.dk
Han har desuden skrevet materiale til Mette Lisby, Jarl Friis Mikkelsen, Jan Gintberg og Tobias Dybvads program Dybvaaaaad! på TV 2 Zulu, ligesom han i 2008 har været medskribent på taler for Villy Søvndal (SF).
Sebastian Dorset har bidraget til en podcast-serie om depression. I 2019 indgik han i radiokanalen Radio Louds udbudsansøgning som ansvarlig for kanalens satire, men han endte med at forlade opgaven før kanalens premiere.
Sebastian Dorset er desuden forfatter til bogen Kvinder, børn og andre tosser fra 2006 samt Slem hund - En satirisk møgkøter fra 2013.

## Udgivne standup-optrædener og krediteringer som skuespiller og medforfatter
- 1997 Talegaver til børn
- 1999 Casper & Mandrilaftalen
- 2000-2001 Gintberg Show Off'
- 2002 Vindhætterne
- 2002 Stand-up.dk
- 2003 Fem på flugt
- 2003 Talegaver til børn
- 2004 Talegaver til børn
- 2005 Stand-up.dk
- 2005 Talegaver til børn
- 2006 Talegaver til børn
- 2007 Stand-up.dk
- 2007 Talegaver til børn
- 2008 Tjenesten - nu på tv
- 2008 Talegaver til børn
- 2009 Stand-up.dk
- 2011 Store Stygge Ulf Show
- 2013 Quizzen med Signe Molde
- 2019 "Ugen + det løse" med Huxi Bach